# 3169 Ostro
3169 Ostro (1981 LA) là một tiểu hành tinh được phát hiện ngày 4 tháng 6 năm 1981 bởi E. Bowell ở Flagstaff (AM). Nó được đặt theo tên nhà thiên văn học Mỹ Steven J. Ostro. 